# Une nuit à New York
Pour plus de détails, voir Fiche technique et Distribution.
Une nuit à New York (Nick and Norah's Infinite Playlist) est un film américain réalisé par Peter Sollett en 2008.

## Synopsis
Nick, qui est membre d'un obscur groupe de rock indépendant, vient de vivre une rupture difficile. De son côté, Norah a du mal à donner un sens à sa vie et à sa relation épisodique avec un musicien trop égoïste.
Les deux jeunes gens n'ont rien en commun, sauf leurs goûts musicaux. Leur rencontre fortuite va les entraîner toute une nuit à New York vers le lieu mystérieux où doit se produire leur groupe préféré. Au cours de cette nuit de surprises et d'aventures, ils vont découvrir qu'ils ont peut-être plus en commun que leur seul amour de la musique...

## Fiche technique
- Titre original : Nick and Norah's Infinite Playlist
- Titre français : Une nuit à New York
- Réalisation : Peter Sollett
- Scénario : Rachel Cohn, David Levithan, Lorene Scafaria
- Musique : Mark Mothersbaugh
- Producteur : Paul Weitz, Chris Weitz, Andrew Miano, Kerry Kohansky
- Pays de production : États-Unis
- Durée : 90 minutes
- Date de sortie : 
  - États-Unis : 3 octobre 2008
  - France : 18 mars 2009

## Distribution

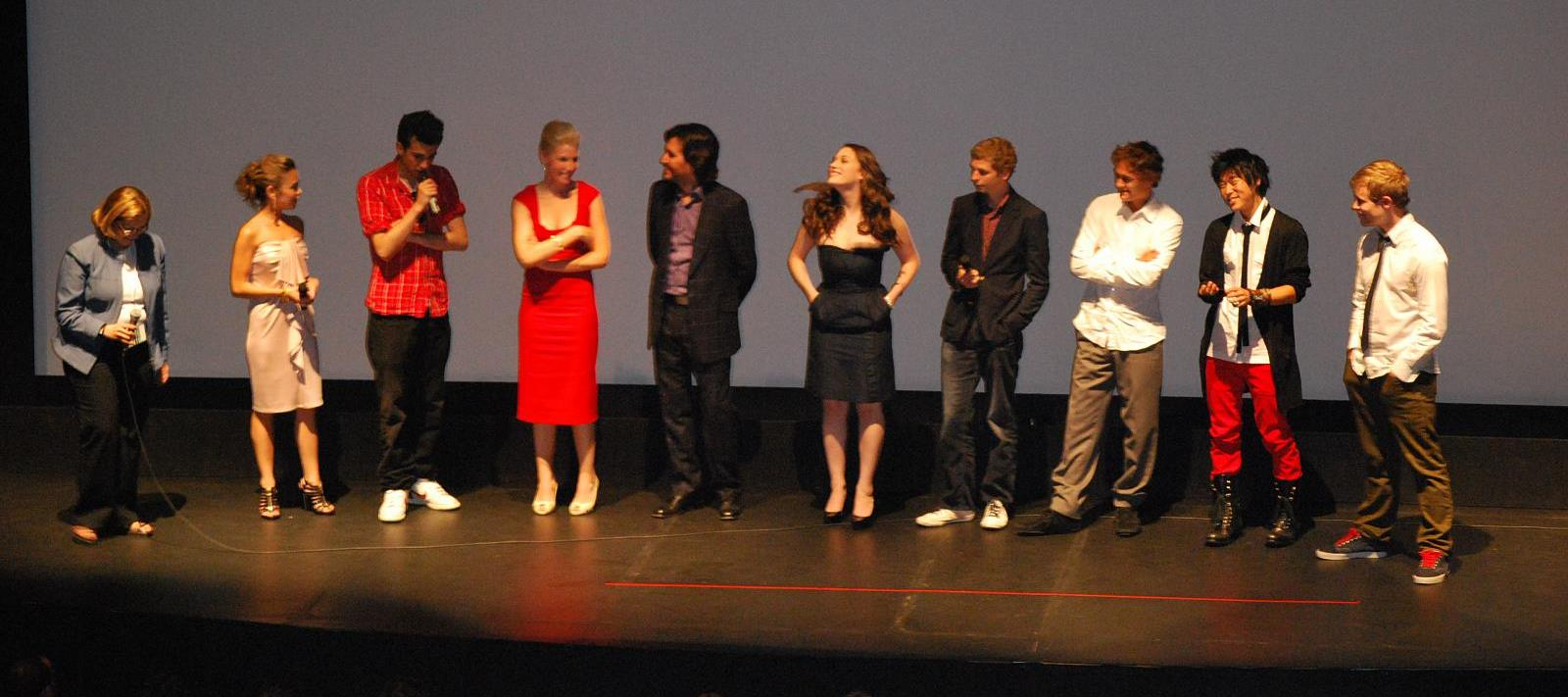
L'équipe du film au Toronto International Film Festival, en septembre 2008.

- Michael Cera (VF : Hervé Grull) : Nick
- Kat Dennings (VF : Kelly Marot) : Norah
- Aaron Yoo (VF : Anatole Thibault) : Thom
- Rafi Gavron : Dev
- Ari Graynor : Caroline
- Alexis Dziena (VF : Camille Donda) : Tris
- Jonathan B. Wright (en) : Beefy Guy (Lethario)
- Zachary Booth : Gary
- Jay Baruchel : Tal
- Justin Rice (en) : évêque Allen
- Christian Rudder : évêque Allen
- Giorgio Angelini : évêque Allen
- Darbie Nowatka : évêque Allen
- Cully Symington : évêque Allen
- Jeremy Haines : Randy
- Sammy Marc Rubin : Sammy
- Glenn Kubota : le Coréen
- Marika Daciuk : la serveuse ukrainienne
- Marcel Simoneau : le garçon ivre
- Seth Meyers : l'homme ivre du Yugo
- Lorene Scafaria : la fille ivre du Yugo
- Billy Griffith : le SDF
- Ruth Maleczech : la SDF Caroline
- Eddie Kaye Thomas : Jésus
- Frankie Faison : le vendeur de tickets
- Marilyn McDonald : le concierge
- John Cho : le hype
- Kevin Corrigan
- John Cantwell : Nellie Olesons
- Nora Burns : Nellie Olesons
- Andy Samberg : le sans-abri
- Devendra Banhart, John Cho, Seth Meyers